# Elden de Getrouwe
Elden de Getrouwe (14 februari 1972) is een Surinaams-Nederlands voormalig voetballer die op alle posities aan de rechterzijde speelde.
Op driejarige leeftijd kwam hij naar Nederland en doorliep de jeugdopleiding bij Sparta Rotterdam. Hij debuteerde in het seizoen 1990/91 als rechter verdediger en was de twee seizoenen daarna als middenvelder en aanvaller basisspeler. In het seizoen 1993/94 kwam hij minder aan bod en hij speelde de eerste helft van 1994 in Ierland bij Dundalk FC. Vervolgens speelde De Getrouwe twee seizoenen voor EVV Eindhoven in de Eerste divisie en hij besloot zijn loopbaan in het seizoen 1997/98 bij het Belgische KFC Schoten SK in de Derde klasse. De Getrouwe speelde nog in de hoofdklasse voor VV Heerjansdam, in het zaalvoetbal voor Trimeur uit Den Haag en voor VV Lyra. Later werd hij jeugdtrainer.